# Paris by Night of the Living Dead
Paris by Night of the Living Dead ist ein französischer Kurzfilm aus dem Jahr 2009. Regie bei dem Splatter- und Zombiefilm führte Grégory Morin.

## Handlung
Mitten während der Zombieapokalypse entscheiden sich ein Mann und eine Frau für den Bund der Ehe. Der Pfarrer traut die beiden in Notre-Dame, bevor er selbst ein Opfer der Zombies wird. Anschließend schießt sich das frisch gebackene Ehepaar durch Paris. Als der Mann von einem Zombie gebissen wird, kommt es schließlich zu einem Showdown. Dabei schafft er es, seine Frau zu beißen, verliert aber alle Körperteile bis auf den Kopf. Als sich seine Frau in einen Zombie verwandelt, küssen sich die beiden.
Zur gleichen Zeit in Tokio verspricht sich ein Pärchen die ewige Liebe.

## Hintergrund
Der rund 12-minütige Kurzfilm wurde an Originalschauplätzen in Paris gedreht. Seine Premiere hatte er am  21. Januar 2009 auf dem Festival international du film fantastique in Gérardmer.
In Deutschland wurde der Film im Rahmen der Fantasy-Filmfest-Reihe vorgestellt. Anschließend wurde der Film am 12. Juli 2010 über das Label Anolis veröffentlicht. Die DVD enthielt ein einstündiges Making of sowie ein 15-minütiges Featurette.

## Kritiken
Michael Masloh besprach den Film auf seiner Seite äußerst wohlwollend:

„In PARIS BY NIGHT OF THE LIVING DEAD werden wirklich alle Register gezogen, es gibt jede Menge Splatter, absurde Komik, gute Stunts, feine Action, eine apokalyptische Atmosphäre und es wird natürlich reichlich geballert. Der Kurzfilm kommt einem fast so vor, als sei er ein „Best of“ eines Zombiestreifens“

Im Kulturmagazin Ikonen besprach Dennis Vetter den Film ebenfalls wohlwollend:

„Ein Film, der trotz geringem Budget handwerklich sehr gelungen ist, mit zahlreichen schrägen Ideen aufwartet und so sicherlich sein Publikum finden wird. Die DVD lässt für Fans lässt in jedem Fall keine Wünsche offen.“